# Prix Humphreys
Pour les articles homonymes, voir Humphreys.
Le prix M. Gweneth Humphreys ou prix Humphreys est une distinction en mathématiques créée par l'Association for Women in Mathematics en reconnaissance des enseignants en mathématiques qui ont fait preuve d'un mentorat exceptionnel.

## Histoire
Le prix porte le nom de Mabel Gweneth Humphreys (1911-2006) qui a obtenu son doctorat à 23 ans à l'Université de Chicago en 1935. Elle a enseigné les mathématiques aux femmes pendant toute sa carrière, d'abord au Mount St. Scholastica College (en), puis pendant plusieurs années au Sophie Newcomb College (en), et enfin pendant plus de trente ans au Randolph Macon Woman's College (en). Ce prix, financé par les contributions de ses anciens étudiants et collègues du Randolph-Macon Woman's College, reconnaît son engagement et son influence sur les étudiants de premier cycle en mathématiques.

## Lauréats
Les personnes suivantes ont été honorées du prix Humphreys : 
- 2011 : Rhonda Hughes
- 2012 : Deanna Haunsperger
- 2013 : James A. Morrow[4]
- 2014 : William Yslas Vélez[5]
- 2015 : Ruth Haas
- 2016 : Naomi Jochnowitz[6]
- 2017 : Helen Grundman[7]
- 2018 : Erica Flapan[8]
- 2019 : Suzanne Weekes[9]
- 2020 : Margaret M. Robinson[10]
- 2021 : Raegan Higgins[11]
- 2022 : Maria Helena Noronha[12] ;
- 2023 : Erika Tatiana Camacho[13].